# Gothic (відеогра)
Gothic (укр. Ґо́тика/Гóтика) — відеогра в жанрі RPG, розроблена німецькою компанією Piranha Bytes для платформи Windows. Спочатку гра вийшла в Німеччині 15 березня 2001, потім в США 15 листопада 2001, Польщі 20 березня 2002 та Росії й СНД 25 жовтня 2002.
Історія гри розгортається на острові Хорініс, де знаходяться великі родовища магічної руди, куди потрапляє головний герой за якусь невизначену провину. Героєві, ім'я якого в грі так і не називається, доводиться завоювати репутацію серед місцевих таборів, вижити серед місцевих злочинців і чудовиськ, та в підсумку врятувати весь острів від стародавнього демона.
Гра отримала досить високі оцінки критиків та швидко здобула популярність. 2002 року вийшло продовження Gothic II, а в 2006 було видано третю та останню частину серії.
22 травня 2019 року студію Piranha Bytes купив видавець THQ Nordic, який став власником інтелектуальних прав на серію Gothic. 14 грудня 2019 року на сервісі Steam було анонсовано ремейк гри і розміщено відео ігрового процесу.

## Ігровий процес

Головний герой на службі Старого табору

### Керування
На відміну від інших рольових відеоігор свого часу, «Готика» має дещо нестандартне управління — всі дії виконуються з клавіатури. Зокрема будь-яка взаємодія з персонажем або об'єктом відбувається при одночасному натисненні двох клавіш «Ctrl» («Дія») + «Рух вперед». В інших іграх для цього найчастіше достатньо або натиснути клавішу «Дія», або клацнути мишею. На думку деяких оглядачів, таке дивне управління було викликане тим, що спочатку планувалося випустити гру на одну з ігрових консолей, але пізніше вона була перенесена на PC.

### Рольова система
Гравець відігрує роль героя, що за виконання завдань зустрінених персонажів та за знищення ворогів набирає досвід і розвивається, просуваючись сюжетом. Коли він накопичує достатньо досвіду, то переходить на новий рівень розвитку, отримуючи збільшений запас здоров'я та очки навчання. Знайшовши потім спеціального персонажа — «тренера», герой може за ці очки посилити якесь з умінь. Існує три основні характеристики: сила (визначає ушкодження, завдавані ворогам), спритність (визначає точність при стрільбі) і мана (визначає запас магічної енергії для чаклування). Крім них існують «таланти», яких можна навчитися: володіння різними типами зброї (мечі, арбалети і т. д.), зламування замків, крадіжки, скрадання, акробатика і шість «кіл» знання магічних рун. Запас здоров'я вичерпується при пораненнях чи довгому перебуванні під водою. Відновлюється їжею, лікувальними зіллями або спанням. Згідно ігрових умовностей, протагоністу не обов'язково харчуватися чи спати щодня.
Добуваючи корисні предмети шляхом збиральництва, полювання, грабунку або ж торгівлі, протагоніст може використовувати їх прямо за призначенням чи торгувати ними. Герой може носити різноманітні одяг, обладунки і зброю.
Щоб просуватися сюжетом, він повинен налаштовувати стосунки з різними фракціями ігрового світу, виконуючи їхні завдання. В багатьох діалогах є кілька варіантів відповіді, від чого залежить подальший розвиток розмови. Починає герой нікому не відомим новоприбулим

### Бойова система
При натисненні клавіші «Підготуватися до бою» (пробіл) головний герой дістає зброю, готує бойове закляття або кулаки і переходить в бойовий режим. Будь-який об'єкт в цьому режимі, навіть дружній персонаж, розглядається тільки як ціль. Тому, коли герой займає бойову стійку, практично будь-який нейтральний та рівний по силі персонаж теж вийме зброю і підготується до бою. При тривалому протистоянні він навіть може напасти першим. Слабкіші персонажі при демонстрації наміру атакувати можуть просто втекти. Винятком є лише колективний бій за участю друзів на боці головного героя — в цьому випадку можна ходити із оголеною зброєю без ризику бути атакованим. Для повернення в «мирний режим» необхідно прибрати зброю або підготовлене закляття повторним натисненням клавіші «Підготуватися до бою», або гарячою клавішею того або іншого виду зброї або закляття.
Особливістю бою є автоматична фіксація на цілі, що стоїть перед героєм. Тобто, при бажанні атакувати іншу ціль необхідно припинити фіксацію на одній цілі (відпустити ліву кнопку миші) і, повернувшись в бік нової цілі, затиснути ліву кнопку миші і атакувати (клавіша «Вперед/Вверх» за замовчуванням).
Бій поділяється на ближній і дальній. У будь-якому вигляді бою (ближньому чи дальньому) погляд героя фіксується на одній цілі, що підсвічується. Будь-які удари чи постріли наводяться тільки на неї, упередження не береться. Проте, якщо на шляху проходження стріли або закляття опиниться будь-який об'єкт, то він отримає пошкодження. Ближній бій ведеться будь-якою доступною зброєю або кулаками, якщо зброї немає. Завжди існує тільки один вид активної зброї ближнього бою, прив'язаний до гарячої клавіші «1», для його зміни треба вибрати бажаний предмет в інвентарі. Як зброя в грі використовуються одноручні мечі, сокири, молоти та булави (як зброю можна використати кирку або кочергу), дворучні мечі, сокири. Деякі види чудовиськ, наприклад кам'яні големи, уразливі тільки до молотів і булав (за наявності достатнього рівня сили — до кулаків). Дальній бій представлений магією, луками і арбалетами. Луки у грі доступні раніше, ніж арбалети, і цілком конкурентоздатні з останніми. Лук має трохи вищий темп вогню, але арбалет відчутно сильніший. Навчання стрільбі з арбалету складніше, навчитись їй можна тільки повністю опанувавши вміння стрільби з лука. Як і для зброї ближнього бою, в конкретний момент часу доступний тільки один лук або арбалет (гаряча клавіша «2»), змінити його можна в інвентарі. Запас боєприпасів для лука або арбалета обмежений тільки кількістю стріл або болтів в інвентарі, поповнити його можна у торговців. Магічні ударні закляття призначаються на гарячі клавіші від «4» до «0» і є ще одним видом дальнього бою. Деякі з них вимагають тривалого часу на підготовку, герой може контролювати їх силу, накопичуючи магічну енергію, що вивільнюється до певної межі. Оскільки в грі є можливість перетворення в різних тварин, існує також режим бою для кожного створіння, аналогічний такому для даної тварини.

### Магія
Магія у грі присутня у вигляді рун (постійний носій закляття) і одноразових сувоїв, що витрачаються із використанням закляття. Сувої та руни загальної магії можуть бути використані без спеціального навчання. Щоб вивчити спеціальні закляття, герой мусить стати одним з магів відповідної школи. Набір заклять в цілому стандартний для рольових ігор: удари вогнем, холодом або струмом (як зосереджені, так і на площині), лікування, телекінез, виклик істот-союзників. Є такі специфічні закляття, як наведення сну на супротивника, управління ним, «приниження» — зменшення чудовиська з втратою останнім бойових характеристик. Також присутні закляття перетворення на якого-небудь звіра, що дозволяє дістатися до деяких недосяжних місць або зістрибнути у вигляді шершня з дуже великої висоти без ризику розбитися насмерть.

### Інвентар
Всі добуті предмети складаються до інвентаря, поділеного на комірки. Інвентар головного героя практично необмежений, він може вміщати будь-яку кількість предметів, які тільки можна знайти (єдина умова: в інвентарі може знаходитися не більше 1000 однакових предметів; кожен займає одну комірку інвентаря). До основних категорій предметів належать обладунки; зброя; амулети і кільця; магічні руни і сувої; книги, мапи і документи; еліксири; їжа.
Кожен предмет має вартість, але при продажу вона зменшується вдвічі, за винятком боєприпасів. Окремі торговці купують деякі категорії предметів за повною вартістю. В режимі торгівлі доступний як обмін на магічну руду ігрового світу, що виконує роль грошей, так і бартер, якщо наведена вартість предметів обміну рівна або вигідніша для торговця.

## Сюжет

### Сетинг
Сюжет гри розгортається у середньовічному фентезійному світі, у королівстві Міртана, яким править король Робар ІІ. Королівство веде програшну війну з орками, гуманоїдною расою, яка прийшла з півночі. Для того, щоб дати відсіч сильнішому і численнішому ворогу королівству потрібна магічна руда, з якої виготовляють могутню зброю та обладунки. Одним з місць, де добувають магічну руду, є острів Хорініс (нім. Khorinis) з однойменним містом-портом, в глибині якого знаходиться Долина Копалень. Щоб збільшити видобування руди в Долині, король наказав відправляти на роботу в рудниках усіх злочинців, незалежно від тяжкості їхнього злочину.
Щоб виключити можливість втечі, Робар ІІ постановив дванадцятьом наймогутнішим магам звести над рудниками магічний бар'єр. Проте щось пішло не так, як планувалося, і магічний бар'єр розрісся до несподіваних розмірів, поглинувши всю Долину разом із магами. Тим часом ув'язнені підняли бунт, вбили охорону і взяли територію під свій контроль. Королю не лишилося нічого іншого, як укласти угоду з новими хазяями Долини, згідно з якою магічну руду обмінюють на їжу, інструменти та інші товари з зовнішнього світу.
Незабаром після цього засуджені поділилися на три табори: Старий Табір, який керує торгівлею з королем, Новий Табір, який відмовляється торгувати магічною рудою, бо замість цього планує використати її магічну силу, щоб підірвати Бар'єр, та Братство, члени якого вірять, що їхній бог на ім'я Сплячий допоможе їм покинути колонію. Маги, що створили Бар'єр, також розділилися: Маги Вогню приєдналися до Старого Табору, а Маги Води — до Нового Табору.
Старий Табір. Колишні шахтарі-каторжани, що підняли повстання і захопили замок варти. Контролюють Стару шахту, розташовану достатньо далеко, на північному заході колонії, і єдині ведуть обмін із зовнішнім світом. Окрім повсталих, до табору належать маги кола Вогню, що створили Бар'єр, — їх не чіпали під час повстання, як побоюючись їх сили, так і в надії, що вони придумають спосіб зняти Бар'єр. Між ватажком табору Гомезом і магами стосунки досить напружені (один з вбивць Гомеза був на клапті розірваний при спробі замаху на магів), але у них є певні загальні інтереси.
| Гільдія      | Опис |
| ------------ | --- |
| Рудні барони | Фактичні хазяї Долини, очолювані Гомезом. |
| Маги Вогню   | Послідовники бога Інноса, що відсторонилися від управління колонією. Верховний маг Вогню в колонії — Коррісто. |
| Сторожа      | Конвоюють поставки із зовнішнього світу в Старий табір і обмінювану руду до Бар'єру. Також охороняють браму табору і міст, що веде до нього. Повинні захищати рудокопів від нападів монстрів, але переважно байдикують і вибивають з них «плату за захист». Голова стражників — Торус. |
| «Тіні»       | Нижчі чини варти і лазутчиків, перший ступінь в ієрархії, що має певні права. Головним серед «тіней» є Дієго. |
| Рудокопи     | Практично безправна категорія жителів Старого табору. Вони видобувають руду в Старій шахті і займаються допоміжними роботами в таборі. |

Новий табір. Частина ув'язнених, що з різних причин не побажала залишатися в Старому таборі, заснувала Новий табір. Вся діяльність табору спрямована на звільнення від Бар'єру. Їх єдиною надією є план магів Води з руйнування Бар'єру за рахунок вивільнення магічної енергії з величезної кількості руди. Не маючи доступу до їстівних припасів зовнішнього світу, частково добувають їх самі (вирощують рис на фермі і полюють на дичину), частково відбивають їх, нападаючи на каравани, що охороняються стражниками Гомеза. Ці запаси дозволяють їм здобувати магічну руду у власній невеликій Вільній шахті, що розташована недалеко від їх табору, в горах.
| Гільдія         | Опис |
| --------------- | --- |
| Маги Води       | Послідовники бога Аданоса. Голова магів води — Сатурас. |
| Найманці        | Довірені воїни і захисники Нового табору. Ватажок найманців — Лі, колишній генерал Робара II, несправедливо звинувачений у вбивстві його дружини.                                                    |
| Бандити         | Найчисленніший прошарок в ієрархії Нового табору. Крадуть запаси і важливу інформацію у Старого табору. Ватажок злодіїв — Ларес.                                                                     |
| Копачі і селяни | Перші видобувають руду у Вільній шахті, щоб здійснити план зі знищення Бар'єру; другі вирощують рис для прокорму шахтарів. Мають трохи більше можливостей в порівнянні з колегами зі Старого Табору. |

#### Болотний табір
Вирощують болотник (рослину, що містить наркотичні речовини і викликає видіння) і здійснюють обмін самокруток на руду і інші ресурси з іншими таборами. Їх надії на звільнення покладені на божество на ім'я Сплячий, якому вони поклоняються.
| Гільдія      | Опис |
| ------------ | --- |
| Гуру (Ідоли) | Духовні наставники і маги табору. Верховний гуру — Ю'Беріон, його довірені особи — гуру-алхімік Кор Галом і голова вартових Кор Ангар. Проводять дні, навчаючи послушників і молячись Сплячому. |
| Вартові      | Основне завдання вартових — охороняти табір і добувати цінну слину повзунів у Старій Шахті за домовленістю зі Старим Табором. Головний вартовий — Кор Ангар. Його права рука — Гор На Тоф.      |
| Послушники   | Люди, що прийшли в табір для служіння Сплячому. Виконують волю гуру. |
| Новачки      | Люди, що тільки-но вступили до табору. Носять лише настегенну пов'язку. |

### Події гри
Гравець виступає в ролі ув'язненого, який щойно був скинутий до Долини Копалень. Перед цим герой одержує лист, який він повинен передати Магам Вогню зі Старого Табору. Опинившись за бар'єром, герой зазнає нападу бандитів, але його рятує Дієго. Герой добуває в околицях зброю і розмовляючи з місцевими жителями дізнається розташування таборів та місцеві порядки. Щоб увійти до якого-небудь табору, він мусить завоювати довіру його охоронців, виконуючи доручені завдання.
Після приєднання до одного з трьох таборів, герой отримує можливість говорити з Магами Вогню і дізнається, що Ксардас, голова Магів Вогню і той кому адресований лист, усамітнився в башті десь посеред орчих земель для того, щоб вивчати темну магію.
Тим часом головний герой допомагає Табору Сектантів завершити підготовку ритуалу виклику Сплячого, котрий, як вони вірять, покаже їм шлях втечі з колонії. Під час ритуалу члени табору отримують нечітке видіння і Ю'Беріон, лідер Братерства, який виконував ритуал, падає від знемоги після встановлення контакту зі Сплячим. У видінні члени Братерства бачать шлях до старого кладовища орків. Гуру і декілька вартових вирушають в дорогу до зазначеного місця. Трохи згодом до кладовища вирушає і головний герой. Він бачить що всі вартові загинули в боротьбі з орками, в живих залишився тільки гуру, якого і зустрічає герой. Під час пошуків у підземному комплексі обидва не знаходять нічого. Гуру божеволіє і звинувачує героя в тому, що Сплячий відмовився явити себе через нього, а після намагається вбити його.
Після вбивства божевільного гуру, головний герой повертається до Болотного Табору, де він бачить, що Ю'Беріон все ще слабкий після ритуалу. Незважаючи на всі зусилля допомогти йому отямитися, Ю'Беріон скоро вмирає. Проте перед смертю він попереджає решту табору про істинну, злу природу бога, який повинен був привести їх до свободи, і покладає всі надії на план втечі Магів Води з Нового Табору — підірвати Бар'єр, використавши силу магічної руди.
Маючи важливу інформацію щодо подій в Таборі Сектантів, герой дістає дозвіл на аудієнцію в Магів Води, які просять допомоги їм з їхнім планом порятунку. Після того, як герой добуває чотири юнітори за допомоги чотирьох каторжників (Дієго, Мільтена, Горна і Лестера), яким він надав допомогу, Маги Води потребують допомоги Магів Вогню, щоб скерувати магічну енергію. Проте, головний герой дізнається, що ворота Старого Табору були закриті після руйнування Старої Копальні. Побоюючись, що цей інцидент міг би позбавити його влади, лідер Старого Табору Гомез наказав своїм людям взяти під свій контроль Нову Копальню і вбив Магів Вогню, які виступали проти його дій. Тільки Мільтену, наймолодшому з магів, вдалося втекти.
Не маючи іншого виходу, Маги Води посилають головного героя просити допомоги Ксардаса, мага, який полишив Магів Вогню. Проте Ксардас відмовляється допомагати Магам Води, бо стверджує що їхній план не спрацює. Замість цього він розповідає герою про те, що під час своїх досліджень він встановив — саме орки викликали Сплячого для того, щоб той допоміг їм в боротьбі проти їхніх ворогів, і що це демон, який знаходиться в храмі глибоко під Орчим Містом.
За допомогою Ксардаса герою вдається проникнути до храму Сплячого, вбити п'ятьох орчих шаманів і знайти могутній меч — Урізель, за допомогою якого герой перемагає Сплячого. Той тікає, при цьому пробиваючи Бар'єр, який спадає з Хорініса, звільнюючи ув'язнених усіх трьох таборів.

## Технічні подробиці
Piranha Bytes працювали над розробкою технологічної частини Gothic понад 4 роки. Рушій був розроблений повністю власними силами, як і його модификована версія, що пізніше була використана в Gothic II. Кодова назва рушію — ZenGin, тому що файли рушію мають розширення *.zen.

## Прийом
| Агрегатор    | Оцінка  |
| ------------ | ------- |
| GameRankings | 79.35 % |
| Metacritic   | 81/100  |

| Видання        | Оцінка |
| -------------- | ------ |
| Eurogamer      | 8/10   |
| GameSpot       | 7.2/10 |
| GameSpy        | 83/100 |
| IGN            | 8.6/10 |
| PC Gamer (США) | 75/100 |
| Игромания      | 8.5/10 |
| Страна игр     | 8/10   |

| Видання     | Оцінка |
| ----------- | ------ |
| Домашний ПК | 94/100 |

Gothic отримала схвальні оцінки і відгуки, зібравши на агрегаторі Metacritic 81 бал зі 100.
У Gamespot гру оцінили в 7,2/10 з висновком: «Чи грати вам у Gothic? Ні, якщо ви хочете RPG з глибоким розвитком персонажа чи бойової hack-and-slash гри, або коли ви боїтеся зіткнутися з численними проблемами гри. І ні, якщо ви не маєте хорошого комп'ютера, істотно кращого, ніж вказано в системних вимогах. Однак, якщо жодна з цих умов не турбує вас і ви зацікавлені грою, більше присвяченою стосункам персонажів і квестам, ніж боям, вам варто спробувати Gothic».
В IGN зауважили незручний інтерфейс, але похвалили хорошу на свій час графіку, озвучування, та загальний ігровий процес, давши 8,6/10. «В цілому, Gothic є ґрунтовним рольовим досвідом. „Готика“ має пристойну графіку та добре розвинуту сюжетну лінію. Вона також має великий потенціал до реграбельності, тому що кожного разу в грі можна отримати різний досвід з різними рішеннями. Незручний інтерфейс не відволікає від загальної насолоди від гри. Ця гра задоволить будь-яких гравців у рольові ігри, що шукають хорошої історії аби поринути в неї на якийсь час» — говорилося у висновку.